# Bertil Brusewitz
Bertil Brusewitz, född 13 april 1882 i Göteborg, död 11 mars 1954 i Malmö, var en svensk skådespelare. Han var bror till Carl Elis Brusewitz.

## Biografi
Efter studier för Nils Strandberg och Karl Nygren scendebuterade Brusewitz 1908 som Kurt i pjäsen Ära hos Axel Hultman, där han var engagerad fram till 1909. De följande åren uppträdde han med olika sällskap på turnéer utanför Stockholm tills han fick fast engagemang vid Stora Teatern, Göteborg 1919–1920, Södra Teatern i Stockholm 1920–1921. Därefter följde säsonger på Apolloteatern i Helsingfors, Södermalmsteatern och Odeonteatern i Stockholm samt på teatrar i Vasa och Helsingfors i Finland. Därefter fick Brusewitz fast engagemang först på Hipp i Malmö och därefter på Malmö Stadsteater fram till säsongen 1947/48.
Brusewitz filmdebuterade 1917 i Georg af Klerckers Ett konstnärsöde och han kom att medverka i tolv filmer, mestadels i mindre roller.
Bertil Brusewitz är begravd på Östra kyrkogården i Malmö.

## Filmografi
- 1917 – Revelj - löjtnant
- 1917 – Ett konstnärsöde - Jean Krause
- 1920 – Gyurkovicsarna - restauranggäst
- 1925 – Karl XII del II
- 1928 – Hattmakarens bal - gäst på balen
- 1928 – Gustaf Wasa del I - Jens Beldenacke
- 1931 – Trötte Teodor - poliskommissarien
- 1935 – Kanske en gentleman - man hos pantlånare Persson
- 1938 – Svensson ordnar allt! - gäst på pensionatet
- 1944 – Rännstensungar - direktör Högstrand
- 1946 – Ebberöds bank - bankkunden som vill lösa in en check
- 1949 – Sven Tusan

## Teater

### Roller (ej komplett)
| År   | Roll                | Produktion                                               | Regi             | Teater                |
| ---- | ------------------- | -------------------------------------------------------- | ---------------- | --------------------- |
| 1911 | Moritz Stiefel      | När ungdomen vaknar Frank Wedekind                       | Oscar Winge      | Oscar Winges sällskap |
| 1927 |                     | Som i ungdomens vår Walter Kollo och Willy Bredschneider | Arvid Petersén   | Södra Teatern         |
| 1945 | Markis de Brisaille | Cyrano de Bergerac Edmond Rostand                        | Sandro Malmquist | Malmö Stadsteater     |
| 1946 |                     | Sankta Johanna George Bernard Shaw                       | Sandro Malmquist | Malmö Stadsteater     |
| 1948 |                     | Vår lilla stad Thornton Wilder                           | Gösta Folke      | Malmö Stadsteater     |